# Laura del Sol
Laura del Sol, de son vrai nom Laura Escofet Arce, née le 27 novembre 1961 à Barcelone, est une actrice et danseuse espagnole.

## Biographie
Laura del Sol a grandi entre Barcelone, Madrid et Bilbao. Ses parents Maria del Sol et Mario la Vega (Ballet espagnol antologia) la formèrent très jeune à la danse classique et au flamenco, de sorte qu'elle fit partie de leur troupe dès l'âge de 16 ans.
Elle fut sélectionnée par Antonio Gades, Carlos Saura et le producteur Emiliano Piedra, lors d'une audition à Madrid pour le rôle principal du film Carmen (1983) réalisé par Carlos Saura. Elle a joué dans le premier film de Giuseppe Tornatore, Le Maître de la cammorra en 1986.
Elle étudie la danse espagnole à Bilbao puis plus tard s'installe à Madrid. Elle est mariée à Antoine Perset, avec qui elle vit à Paris. Elle est la mère de l'acteur Ymanol Perset (La Désintégration, Le monde nous appartient, Colt 45). Elle a aussi deux autres enfants, Alba Perset et Marcos Saura petit fils du réalisateur Carlos Saura.

## Filmographie

### Cinéma
- 1983 : Carmen de Carlos Saura : Carmen
- 1984 : Les bicyclettes sont pour l'été (Las bicicletas son para el verano) de Jaime Chavarri : Bailarina
- 1984 : The Hit de Stephen Frears : Maggie
- 1984 : Los zancos de Carlos Saura : Teresa
- 1985 : La Double Vie de Mathias Pascal (Le due vite di Mattia Pascal) de Mario Monicelli : Romilda Pescatore
- 1986 : L'Amour sorcier (El amor brujo) de Carlos Saura : Lucía
- 1986 : Le Maître de la camorra (Il camorrista) de Giuseppe Tornatore : Rosaria
- 1986 : El viaje a ninguna parte de Fernando Fernán Gómez : Juanita Plaza
- 1987 : El gran Serafín de José María Ulloque : Blanchette
- 1988 : Daniya, jardín del harem de Carles Mira : Laila
- 1989 : Disamistade de Gianfranco Cabiddu
- 1990 : L'Aventure extraordinaire d'un papa peu ordinaire de Philippe Clair : Laura
- 1990 : Killing Dad (or How to Love Your Mother) de Michael Austin : Luisa
- 1991 : Amelia Lópes O'Neill de Valeria Sarmiento : Amelia Lópes O'Neill
- 1991 : Le Roi ébahi d'Imanol Uribe : Marfisa
- 1992 : La Nuit de l'océan d'Antoine Perset : Maria
- 1993 : Tombés du ciel de Philippe Lioret : Angela
- 1994 : Santera de Solveig Hoogesteijn : Paula
- 1994 : Três Irmãos de Teresa Villaverde : Teresa
- 1994 : The Crew de Carl Colpaert : Camilla Marquez
- 1995 : À propos de Nice, la suite de Raoul Ruiz
- 1996 : Gran Slalom de Jaime Chavarri : Vicky
- 1997 : Il figlio di Bakunin de Gian Franco Cabiddu : Donna Margherita
- 1999 : Not registered : Rosa
- 1999 : Furia d'Alexandre Aja : Olga
- 1999 : Tatiana, la muñeca rusa de Santiago San Miguel : Pat
- 1999 : Tôt ou tard d'Anne-Marie Étienne : Consuelo
- 2002 : Sotto gli occhi di tutti de Nello Correale : Rosa
- 2022 : J'adore ce que vous faites[1] de Philippe Guillard

### Télévision

#### Séries télévisées
- 1986 : Visperas France 3
- 1991 : Il Ricatto 2 France 3
- 2002 : Sami : Mlle Brisseau, le proviseur adjoint
- 2002 : Le Camarguais - ep. Le taureau par les cornes - ep. PADDY, réal : Patrick Volson France 3
- 2003 : Le Camarguais - ep. La rave, réal : William Gotesman France 3
- 2003 : Le Camarguais - ep. Direction assistée / Entre deux feux, réal : Olivier Langlois France 3
- 2004 : Le Camarguais - ep. Un Noël pas comme les autres (n° 9), réal : Olivier Langlois France 3
- 2004 : Alex Santana, négociateur - ep. 6 Accident, réal : René Manzor TF1
- 2004 : Le Camarguais - ep. Un nouveau départ, réal : Olivier Langlois France 3
- 2004 : Le Camarguais - ep. Jean Jean, réal : William Gotesman France 3
- 2007 : L'hôpital - Saison 1, de Laurent Lévy TF1
- 2011 : RIS police scientifique - EP. 77 L'ombre de la muse, réal Julien Zidi
- 2012 : RIS Police scientifique de Stéphane Kaminka : Eva Casas (Épisode 6 Saison 7 : "Toile de maître")
- 2024 : Capitaine Marleau, épisode Le Secret d'Alba de Josée Dayan

#### Téléfilms
- 1991 : Per odio per amore de Nelo Risi : Mara
- 1993 : Les Noces de Lolita de Philippe Setbon : Deolinda, dite 'Déo'
- 1997 : Laura de Bruno de Keyzer : Laura
- 2000 : Le Zoo du boiteux de Philippe Venault : Louisa
- 2000 : Le baptême du boiteux de Paule Zajdermann : Louisa
- 2008 : Les Vacances de Clémence de Michel Andrieu : Esperanza

## Théâtre
- 1992 : La Peterena : Emilio Hernández
- 1997 : Le mille e una notte : Mauricio Scaparro

## Distinctions
- 2000 : Meilleur Second Rôle féminin (Prix du Public) au Festival Jean Carmet de Moulins pour son interprétation dans Tôt ou tard de Anne-Marie Etienne